# Liriope muscari
Espèce
Classification phylogénétique
Liriope muscari est une espèce de plantes monocotylédones originaires de Chine et du Japon de la famille des Liliacées ou Asparagacées selon la classification.
Nom chinois : 阔叶山麦冬

## Description
Il s'agit d'une plante herbacée vivace, cespiteuse, presque sans tige.
Ses feuilles, lancéolées, ont plus de vingt centimètres de long sur dix à douze millimètres de large. Elles sont persistantes.
La floraison, estivale, peut se prolonger au début d'automne. L'inflorescence est un épi, pouvant atteindre 45 centimètres de haut, à nombreuses fleurs, bleues parfois mauves. Quelques variétés sont à fleurs blanches.
Les fleurs portent six étamines, libres ; l'ovaire est supère, à trois locules. La graine est unique par locule. Le fruit est de couleur noire.
Cette espèce compte de nombreuses variétés :
- Liriope muscari fo. albiflora (Makino) Nemoto (1936)
- Liriope muscari var. communis (Maxim.) P.S.Hsu & L.C.Li (1981) : voir Liriope muscari var. communis (Maxim.) Nakai - synonyme : Ophiopogon spicatus var. communis Maxim.
- Liriope muscari var. communis (Maxim.) Nakai (1934) - synonyme : Ophiopogon spicatus var. communis Maxim.
- Liriope muscari fo. exiliflora (L.H. Bailey) H.Hara (1984) : voir Liriope exiliflora (L.H. Bailey) H.H.Hume
- Liriope muscari var. exiliflora L.H.Bailey (1929) : voir Liriope exiliflora (L.H. Bailey) H.H.Hume
- Liriope muscari fo. latifolia (Makino) H.Hara (1984) : voir Liriope graminifolia var. latifolia Makino
- Liriope muscari fo. praealba (Makino) Nemoto (1936)
- Liriope muscari fo. variegata (L.H.Bailey) H.Hara (1984) - synonyme Liriope muscari var. variegata L.H.Bailey
- Liriope muscari var. variegata L.H.Bailey (1929) : voir Liriope muscari fo. variegata (L.H.Bailey) H.Hara

Liriope muscari a 72 chromosomes.  Il s'agit d'une espèce tetraploïde.

## Distribution
Liriope muscari est originaire de Chine (Anhui, Fujian, Guangdong, Guangxi, Guizhou, Henan, Hubei, Hunan, Jiangxi, Shaanxi, Sichuan, Zhejiang), de Corée, du Japon et du Viêt Nam.
Cette espèce s'est maintenant diffusée comme plante ornementale dans l'ensemble des pays à climat tempéré, en raison de sa floraison estivale. Elle compte de nombreuses variétés horticoles dont 'Big Blue', 'Christmas Tree', 'Gold Band', 'John Burch', 'Monroe White', 'Okina', 'Royal Purple', 'Silvery Midget', 'Super Blue', 'Variegata' et 'Wideleaf Webster' sont les plus connues.
Elle se développe, lentement, en milieu frais mais pas trop humide, en situation ombragée comme les sous-bois clairs.

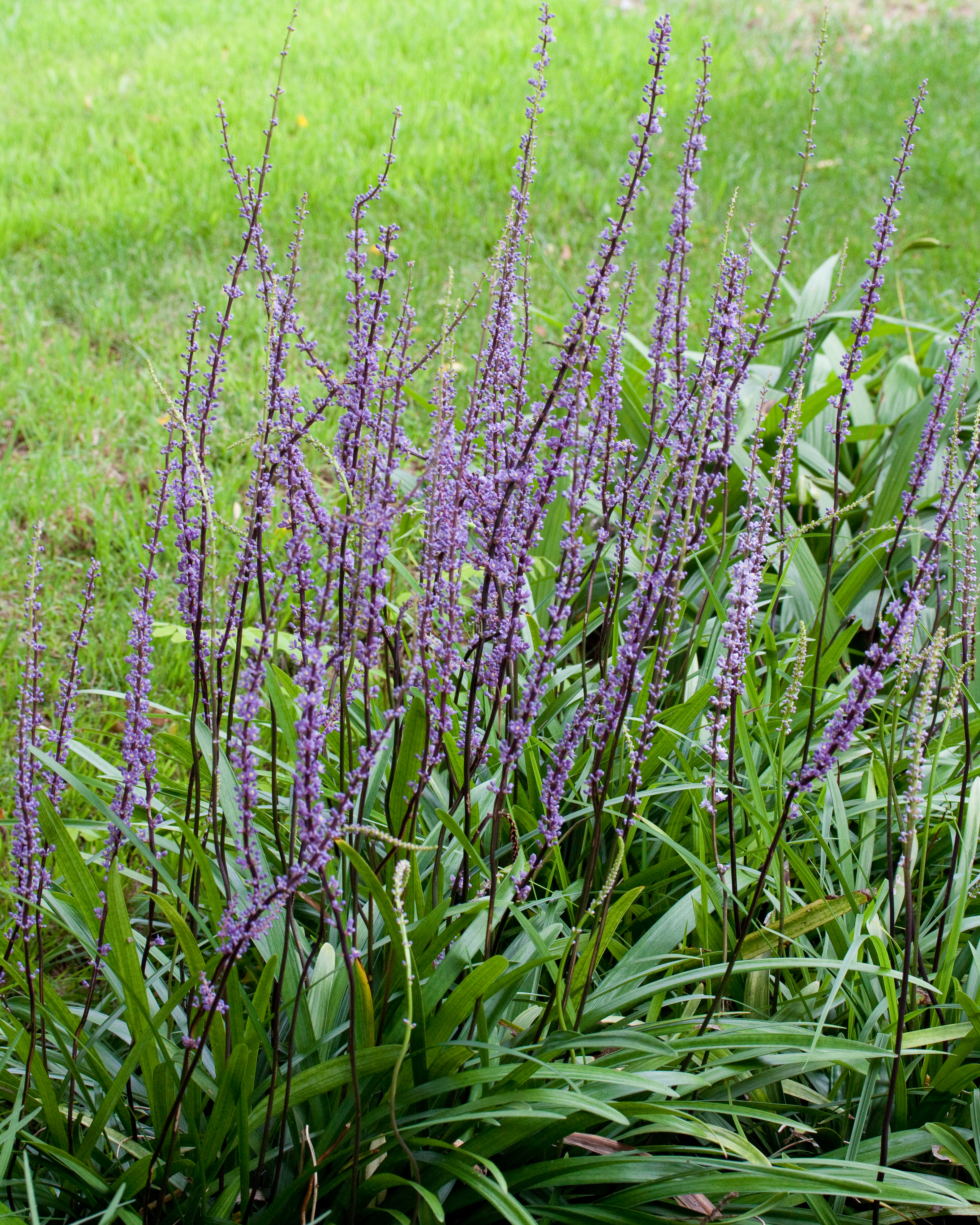
Floraison
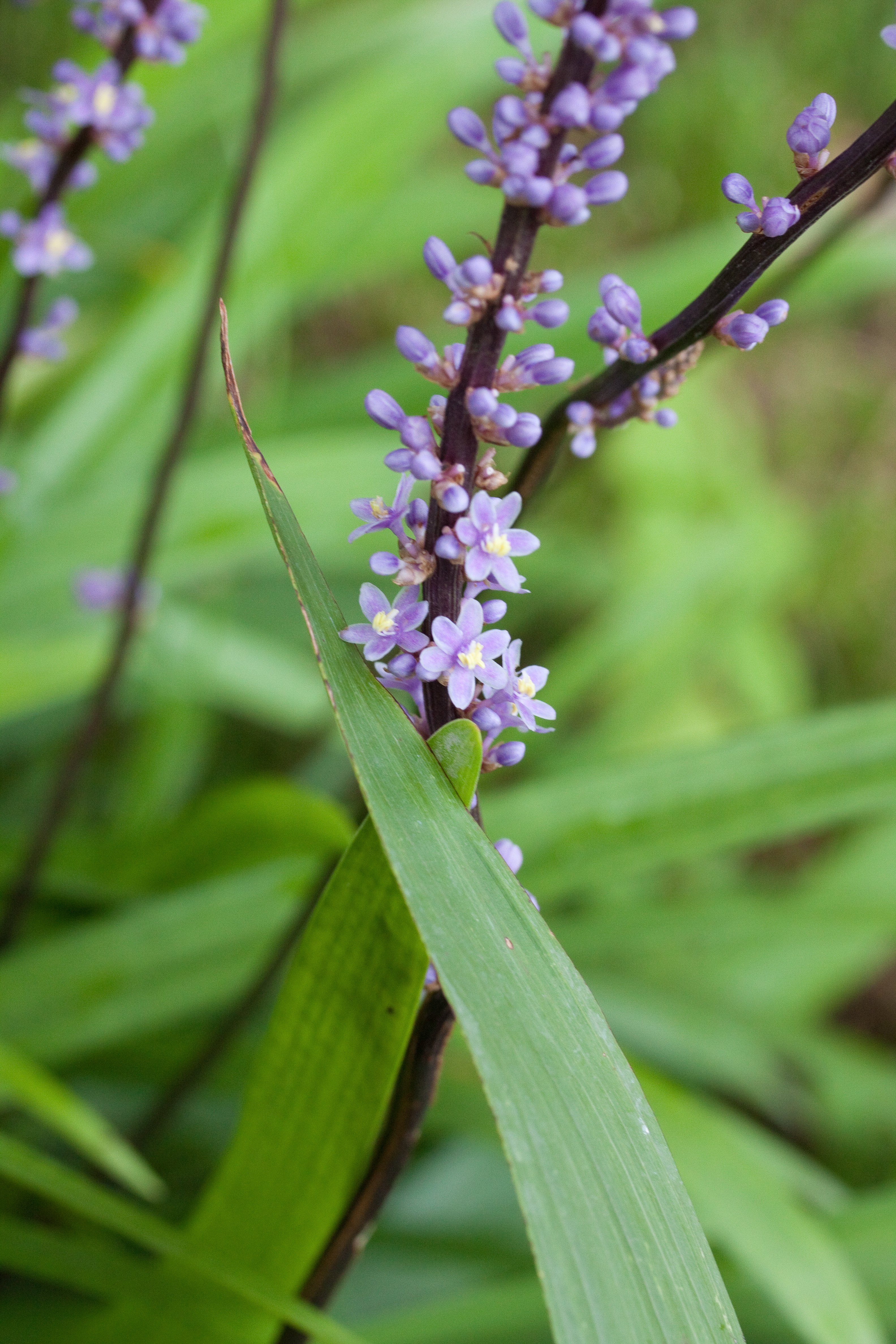
Fleurs
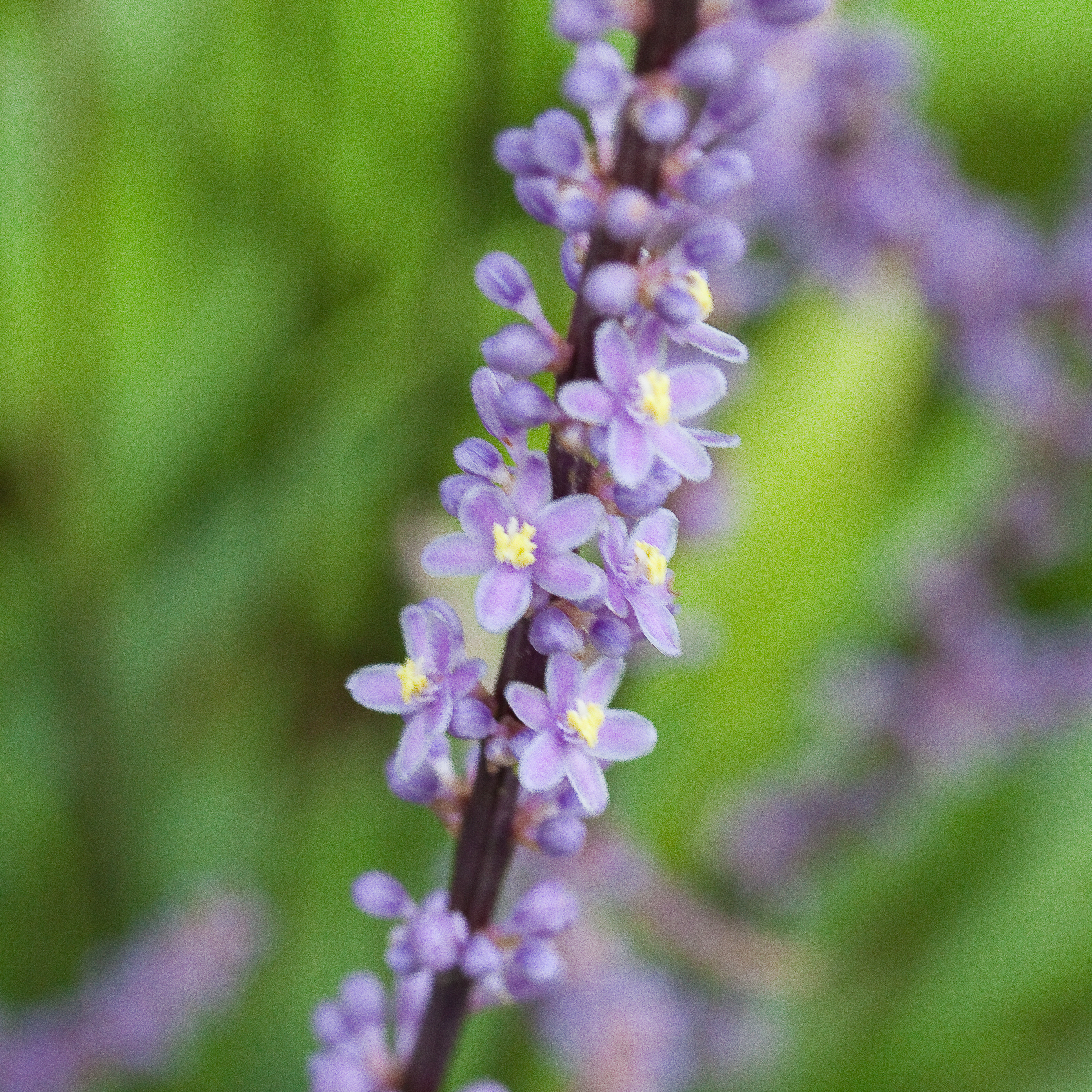
Fleurs
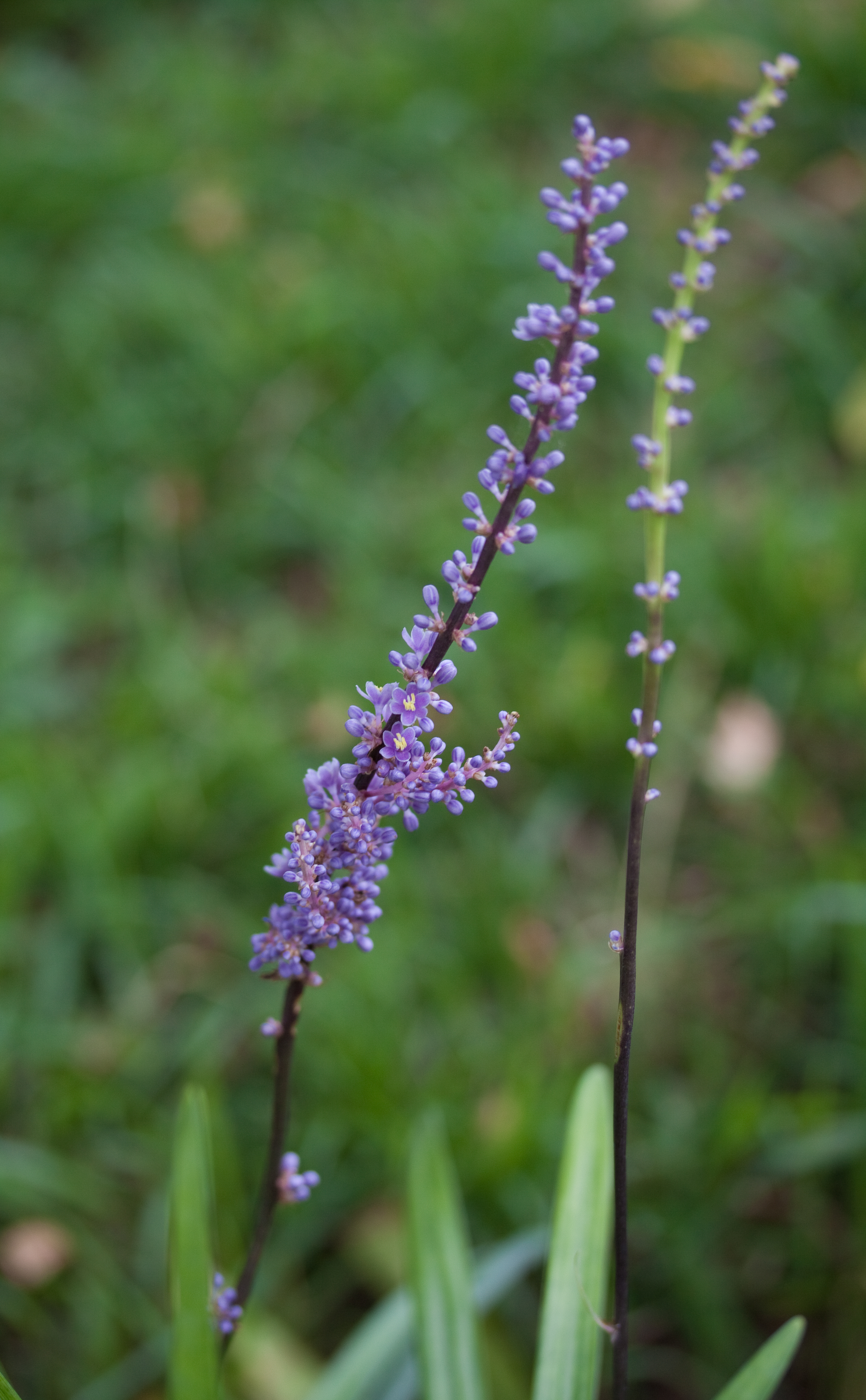
Fleurs
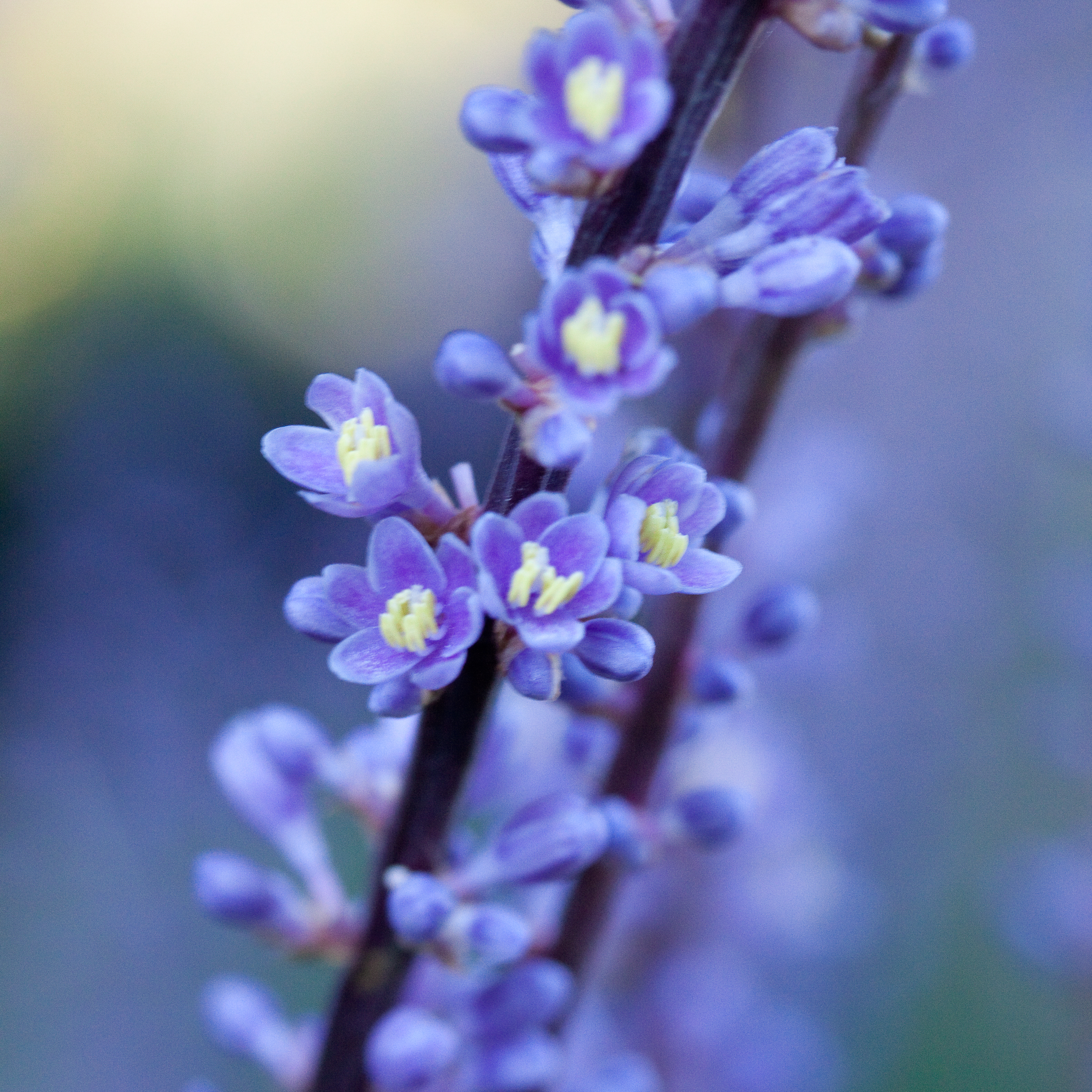
Fleurs
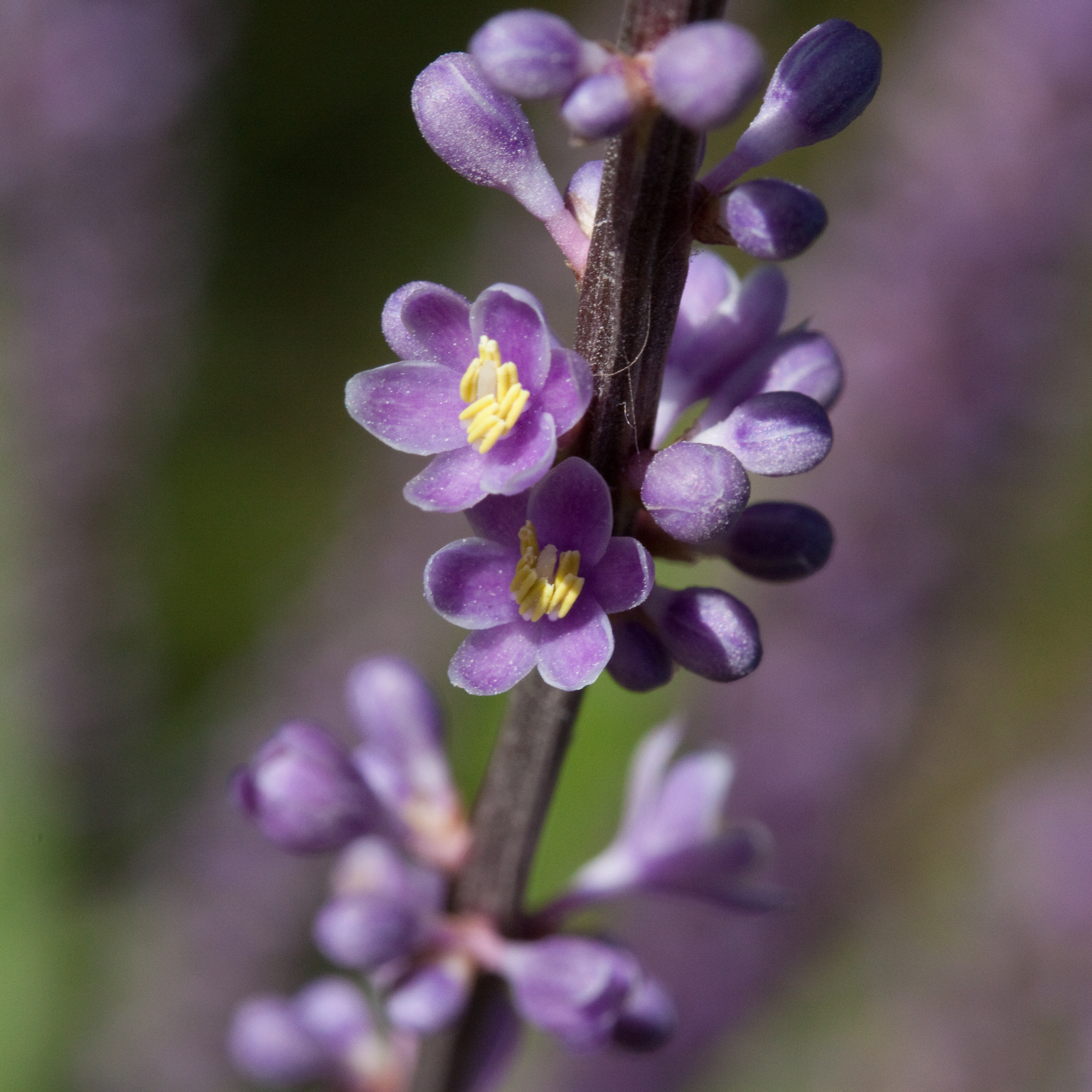
Fleurs

## Position taxinomique
En 1869, Joseph Decaisne décrit cette plante dans le genre Ophiopogon : Ophiopogon muscari Decne.
En 1929, Liberty Hyde Bailey la place dans le genre Liriope : Liriope muscari (Decne.) L.H.Bailey
Cette espèce est, comme le genre, placé actuellement dans la famille des Asparagacées, sous-famille des Nolinoideae.
Elle compte des synonymes :
- Liriope platyphylla F.T.Wang & T.Tang
- Liriope spicata var. latifolia Franch.
- Liriope yingdeensis R.H.Miao

## Recherche
Une étude pilote, randomisée et contrôlée par placebo, en double aveugle, a montré que l'extrait de Liriope platyphylla peut améliorer les fonctions respiratoires.